# 여천시장 선거
여천시장 선거는 전라남도 여천시의 시장을 선출하는 선거였다. 1998년, 여천시가 여천군과 함께 여수시로 통합되면서 폐지되었다.

## 역대 민선 여천시장
| 선거   | 정당 | 정당   | 시장   |
| ------ | ---- | ------ | ------ |
| 1995년 |      | 민주당 | 정채호 |

## 역대 선거 결과

### 제1회 전국동시지방선거
|  | 43.05% |

|  | 22.42% |

|  | 8.46% |

|  | 6.75% |

|  | 6.26% |

|  | 5.81% |

|  | 5.24% |

|  | 1.97% |